# グラフ (潜水艦)
| グラフ（1943年） |                                                                       |
| 艦歴             |                                                                       |
| 発注             |                                                                       |
| 起工             | 1940年5月21日（U-570として）                                          |
| 進水             | 1941年4月15日（U-570として）                                          |
| 就役             | 1941年5月15日（U-570として）。1941年9月19日（グラフとして）。         |
| 退役             | 1944年2月（グラフとして）                                             |
| その後           | 1941年8月27日に英海軍により捕獲。1944年3月20日に海没処分。            |
| 除籍             |                                                                       |
| 性能諸元         |                                                                       |
| 排水量           | 水上 769トン、水中871トン                                             |
| 全長             | 220 ft 2 in (67.1 m)                                                  |
| 全幅             | 20 ft 4 in (6.2 m)                                                    |
| 吃水             | 15 ft 7 in (474 m)                                                    |
| 機関             | 2 × ディーゼルエンジン 2 × 電気モーター 2軸推進                       |
| 最大速           | 水上17.7ノット 水中7.6ノット                                          |
| 乗員             |                                                                       |
| 兵装             | C35 88mm/L45 甲板砲1門（砲弾220発） 魚雷発射管5門（艦首4門、艦尾1門） |

グラフ (HMS Graph、ペナント・ナンバー P715) はドイツのUボートVII型潜水艦の一隻。本艦は元々ドイツ海軍のU-570であったが、第二次世界大戦中に英海軍に捕獲された後、英海軍の潜水艦として就役した。大戦中に英独両陣営で実戦に参加した唯一のUボートである。

## ドイツ海軍での就役
U-570は、1940年5月21日にハンブルクのブローム・ウント・フォス社で起工され、1941年5月15日に就役した。短い試験を幾つか実施した後でバルト海での就役航海を行い、その後ノルウェーに移動して短期間の訓練航海と魚雷発射訓練を実施した。7月25日にU-570は、トロンハイムの北約13キロメートル (8 mi)にあるトロンハイムフィヨルド（Trondheimsfjord）のロフィヨルデンのUボート基地（German U-boat base at Lofjord）へ移動した。
1941年8月の終わりにB局（B-Dienst）- ドイツ海軍の暗号解読組織 - は、アイスランド南の北大西洋海域に大規模な連合国軍の商船隊が集結していることに気付き、カール・デーニッツ提督は16隻のUボートに当該海域へ向かうことを命じた。U-570はその中の1隻であり、8月24日の朝に最初の実戦哨戒へ出航した。予定された作戦では、フランスのラ・パリス（La Pallice）にあるUボート基地へ赴く前にアイスランド南の海域を哨戒し、4週間の航海を予定していた。
U-570艦長のハンス＝ヨアヒム・ラームロウ（Hans-Joachim Rahmlow）大尉は経験豊富な海軍将校であったが、Uボートに転属してきて間がなく、それ以前は砲術と沿岸防衛が専門であった。ラームロウは訓練艦のU-58の艦長を務めたが実戦哨戒任務の経験は無く、同様に先任士官は駆逐艦乗り組み後にUボート部隊に転属してから僅か数ヶ月しか経ておらず、次席士官も配属されて間もなく経験がほとんど無かった。機関長のみが（乗員4名中）Uボートでの実戦哨戒任務の経験を有する唯一の士官であった。下士官は数年の海軍勤務の経験がある一方で徴兵された兵員の多くは僅か数ヶ月のUボート訓練を受けた新兵であった。
U-570乗組員の殆どは実戦経験の無い者で占められていたが、これは当時としては珍しいことではなく、U-501 （1941年9月の最初の哨戒任務で撃沈された）から救出された乗組員に行った英国側の尋問では、U-501配属以前に実戦哨戒の経験を有するのは48名中僅か7名しかいないことが判明した。

## 捕獲
8月27日、U-570は午前中の大半を潜水して航行していた。航海4日目ともなり酷い船酔いにかかった乗組員（数名は我慢できないほどの）は、この潜航で一息入れることができた。10:50時頃に北緯62度15分 西経18度35分 / 北緯62.250度 西経18.583度の地点で浮上すると、アイスランドのカルダザルネース（Kaldaðarnes）から飛来し、浮上地点近海の哨戒任務に当たっていた英第269飛行隊（269 Squadron）のロッキード ハドソン爆撃機にレーダーで探知された。
司令塔に上がろうとしていたラームロウは、接近するハドソン機のエンジン音を聞いて急速潜航を命じたが、艦が完全に水没する前に4発の250-ポンド (110 kg)爆雷が投下され、その中の一発はU-570から僅か10ヤード (10 m)の至近で炸裂した。
U-570は直ぐに再浮上し、10名ほどの乗組員が甲板上に出てきた。ハドソン機は機銃の砲火を開いたが、潜水艦の乗組員が白旗を掲げると射撃を中止した。後に英海軍情報部門が行った捕虜となった乗組員に対する尋問の報告書によると、爆雷の炸裂によりU-570はもう少しで転覆する状態に陥り、全ての電気系統が落ち、計器類は砕け、漏水を引き起こし、艦内の空気を汚染した。経験の浅い乗組員はこの汚染は漏れ出したバッテリー溶液が海水と混合して発生した塩素ガスであると信じ込み、パニックに陥ったエンジン区画の機関員はガスから逃れるために艦の前方へ避難した。電源の回復（潜航中の動力源である電気モーターと照明用）は容易であったろうが、これを行うエンジン区画には誰も残っていなかった。艦は海中の暗闇の中で死に体となった。ラームロウは、そのまま潜水していると空気の汚濁により致命的な状況になると確信して浮上を命じた。対空機関砲への要員配置ができないほど海上が荒れていたので、更なる爆雷攻撃という新たに起こりうる致命的な状況を未然に防ぐために白旗が掲げられたが、潜水艦の乗組員はこのハドソン機が搭載した全ての爆雷を投下してしまっていたことに気付いていなかった。
ハドソン機が上空を旋回している間にほとんどの乗組員は甲板上に留まり、援軍要請の無線連絡により爆雷を満載したもう1機のハドソン機と英第209飛行隊（209 Squadron）のPBY カタリナ飛行艇が合流した。U-570の乗組員は状況をドイツ海軍最高司令部へ無電で連絡し無線装置を破壊、エニグマ暗号機を粉々に粉砕して艦の機密書類と共に海中へ投棄した。後日、デーニッツ提督は日記に、連絡を受けてこの海域にいるUボートにU-570の援護に向かうように命令を発し、U-82がこれに応えたが連合国軍の空中哨戒によりU-570の元には到達できなかったと記した。

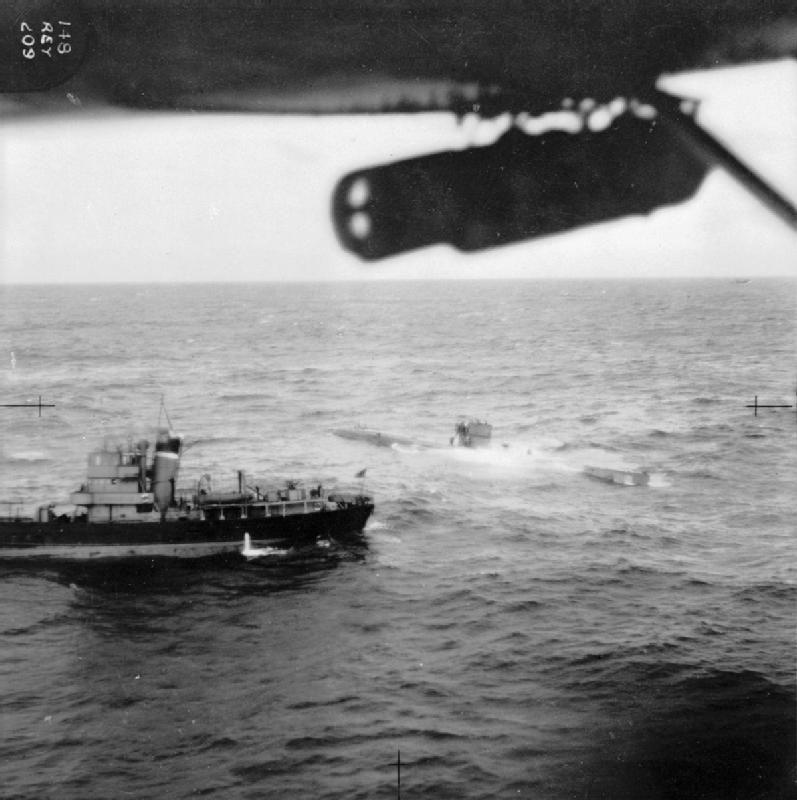
英空軍のカタリナ機から撮影されたU-570と英海軍のトローラー船の1隻

平文で送信されたU-570の無電は英海軍ウェスタンアプローチ管区の指揮官パーシー・ノーブル（Percy Noble）提督に傍受され、すぐさま小規模の艦隊を現場に急行させるようにという命令が発せられた。午後の早い時刻に残燃料の不足のためハドソン機はアイスランドの基地に帰投せざるを得なかった。非常に長い航続距離を有するカタリナ機は、連合国軍艦艇到着までのU-570監視と日没までに艦艇が1隻も到着しない場合にはU-570の乗組員に艦を放棄させてから撃沈するように命じられたが、現場に最初に到着した艦艇 - 対潜トローラー（anti-submarine trawler）の「ノーザン・チーフ（HMT Northern Chief）」- によりこの事態は回避された。このカタリナ機は、Uボート上空を13時間も旋回した後でアイスランドへの帰途についた。
U-570の乗組員は自艦上で一夜を過ごした。「ノーザン・チーフ」からは、自沈の動きがあれば発砲し、生存者も海中から救出しない旨を信号で警告されていたためにU-570乗組員による自沈は試みられなかった。夜の間に更にトローラー4隻と駆逐艦の「バーウエル（HMS Burwell）」、「ナイアガラ（HMCS Niagara）」が現場に到着した。夜明けに英軍側とドイツ軍側の間で一連の回光通信機によるやり取りが行われた。この時ドイツ軍側は、艦の浮揚を維持させておくことが困難なため退艦することを繰り返し要求したが、英軍側は潜水艦の乗組員が退避の際、彼らが何の策も講じずに故意に艦を沈没させることを懸念していたため、潜水艦の保全と沈没を回避できる事が明らかになるまで退避の許可を出すことを拒絶した。。夜が明けて、小型の水上機（英第330飛行隊のノースロップ N-3PB）が上空に飛来した時に事態は更に混乱した。潜水艦が降伏していることに気付かずにN-3PB機はU-570に対し小型爆弾を投下し、「ノーザン・チーフ」に機銃掃射を加えた。これに対し「ノーザン・チーフ」も応戦、各艦とN-3PB機、何れにも被害は無く「バーウエル」が無線でN-3PB機に立ち去るように命じた。
天候が悪化し、潜水艦に曳航索を結びつける幾度かの試みは失敗した。ドイツ側の乗組員が曳航作業を妨害していると信じられたことから「バーウエル」の艦長は機関銃による警告射撃を命じたが、不測にも数名のドイツ側の乗組員に命中して負傷させてしまった。英軍水兵の小部隊が曳航索を取り付けるために潜水艦に移乗し、ドイツ側の乗組員は退艦させられた。艦はU-570を曳航してゆっくりとアイスランドへ向け航行を開始し、ハドソン機とカタリナ機が常時入れ替わりながら上空からこれを援護をした。8月29日の夜明けにソゥルラゥクスホプン（Þorlákshöfn）に到着すると、浸水が甚だしく沈没する危険が考えられたため潜水艦は座礁させられた。

### 引き揚げと修復
潜水艦が到着した2日後に英国から英潜水艦の艦長 ジョージ・カルヴィン（George Colvin）大尉  がU-570の初期検分と引き揚げを行うために技術曹長と民間の技術者の一団を率いてソゥルラゥクスホプンに到着した。
当時、潜水艦は舷側を浜辺に横たえて、右舷側（海岸側）に酷く傾いていた。座礁している場所は、緩やかに傾斜した柔らかな砂地で南東側が完全に海に開け、潜水艦は穏やかに打ち寄せる波により浜にしっかりとうち上げられていた。艦内は灯火が無く混沌とした状態：内部タンクのグラスゲージを破って漏れたオイルや水が大量の糧食、小麦粉、乾燥エンドウや豆、柔らかい果実、衣類、寝具類や沢山の黒パンの塊といったものと共に膝まで達する怖気を催させるような水溜りを形成していた。後に判明したことは、この艦の乗組員用トイレは食糧倉庫として使用されており、ひっくり返った排泄物入りのバケツがこの全般的に不快な状況に輪をかけていたということであった。—Lieutenant GR Colvin, RN、Ex-German Submarine "U 570" - Report of Proceedings (3rd October, 1941)
カルヴィンの班は照明と浮揚性能を回復させることに成功、U-570は再度海に引き出されてクヴァールフィヨルズル (Hvalfjörður、ハヴァルフィヨルドとも) にある英海軍基地まで海岸沿いに曳航され、そこで自力で英国まで航行できるように修理が施された。
英国側は爆雷がUボートに与えた損害が甚大なものではなかったことを発見した。幾つかのバラストタンクの漏れと燃料タンクにも少量の漏れが生じ、全バッテリーの約1/3に亀裂が入り、艦首は歪んでいた。爆発により脱落したバルブや割れたグラスゲージからの漏水はあったがその他の損傷は軽微であり、塩素ガスが発生した形跡は見当たらなかった。報告所の中でカルヴィンは、如何なるダメージコントロールも実施された形跡が無く、経験を積んだ潜水艦乗組員であれば簡単に応急修理を施し潜航を続行、恐らく航空機からの攻撃をやり過ごせていたであろうと述べた。降伏後に潜水艦の乗組員は機器や装備品を破壊しようとした。破損した通信機と損傷した魚雷発射管制器（torpedo firing computer）は半ば破壊しようとした跡が残されてはいたが、その程度は酷くなかった。情報価値の高い書類も破棄され損ねており、暗号電文の写しやU-570側の応答文、平文やドイツ語の文書が発見され、これらは英国の暗号解読作業（code breaking）に使用された。意義深い発見はUボート艦長のハンドブックであった。これには暗号電文の文脈（context）や背景情報が記されていた。英国側はドイツ海軍の手続き、略語、隠語といったものに詳しくなく、ドイツ海軍の通信を解読できた場合でも理解不能なことがあった。
U-570は、修理及びエンジン、操舵試験のためにハヴァルフィヨルドで3週間を費やした。9月23日には調査のためにアイスランドに派遣されて来た米海軍の将校による綿密な点検を受け、艦から取り出されたG7a魚雷が米国側に引き渡された。ある一点のことを思い出した目撃者によると、信号灯で「コノ******ハ、ワガ物ナリ」（"This ****** is mine."）とモールス信号を発しながらU-570の上空を低空で航過した1機のハドソン爆撃機がいた。
9月29日にU-570は、カルヴィン大尉指揮の下で英海軍の選抜乗組員（prize crew）の手により英国へ向け出航した。ソゥルラゥクスホプンでの座礁により潜舵を損傷していたために航海は駆逐艦「サラディン」（HMS Saladin）が護衛についての浮上航行であった。10月3日のバロー・イン・ファーネスへの到着は、パセ・ニューズ社（Pathé News）のニュース・フィルムに記録され、報道機関で報じられた。この捕獲は、後に英国のプロパガンダで使用された。U-110（捕獲後、曳航中に沈没）のように、その他数隻のUボートの捕獲はドイツの暗号表とエニグマ暗号機を押収したことを秘匿するために秘密とされたが、U-570の件は既にドイツ国防軍最高司令部に報告されており、余りにも多くの艦船、航空機、人員がこの捕獲作業に係ったために秘密保持の試みは無駄であると判断された。
U-570は、バローのヴィッカース社（Vickers）造船所内にある乾ドックに収められた。爆雷により損傷した艦首の修理は難航した。艦殻が歪んだため、4発のG7e電気推進式魚雷が発射管の中に装填されたまま取り出せずにいた。英海軍の魚雷/機雷調査部門から2名の将校が、魚雷抜き取り作業検分の使命を帯びて派遣されて来た。将校の監督の下、ボランティアの造船所作業員が信管の作動している魚雷を取り出せるようにガス切断機で作業をしている間はドック内からの退避が命じられた。その後に将校の一人、マーティン・ジョンソン（Lt Martin Johnson）大尉が魚雷から磁気信管（Magnetic pistol）を取り外し、無力化した。信管は敏感な構造であり、致命的な爆発を引き起こすには十分な大きさであったため、これは危険な作業であった。この功績によりジョンソンは、1942年12月8日にジョージ勲章（George Medal）を授与された。
U-570の携行していたドイツ海軍旗の1枚はハドソン爆撃機の操縦士、ジェームズ・トンプソン（James Thompson）少佐に贈呈され、現在はイギリス空軍博物館の収蔵品の一つとなっている。トンプソンと同乗の航法士/爆撃手、ジョン・コールマン（John Coleman）中尉にも1941年9月23日に空軍殊勲十字章（Distinguished Flying Cross）が授与された。

### ドイツ側の反応
当初、ドイツ海軍最高司令部がU-570の状況について知り得たことは、艦が敵航空機からの攻撃を受け潜水不能という無電の内容が全てであり、後に英国側の報道で捕獲されたことをようやく知った。ドイツ側は自軍の通信の安全性を憂慮して、海軍通信部門（Marinenachrichtendienst, MND）の長であるエアハルト・メルテンス（Erhard Maertens）中将にこの件についての報告を命じた。メルテンスは以下のように結論付けた。考えうる最悪のシナリオ - 英国側がU-570の暗号表を確保し、ラームロウが秘密の暗号鍵を白状してしまう場合 - は、部隊に新しいエニグマ暗号機が行き渡る11月までは通信の機密確保は危ういであろう。しかし、メルテンスはこの最悪の想定はありそうもなく、U-570の乗組員はおそらくほぼ全ての機密資料を破棄したであろうと確信していた。もし破棄していなかったとしても艦長の記憶の中にある更なる安全策である秘密の暗号鍵が英国側の暗号解読班に打ち勝つであろうと信じていた。
実際、ブレッチリー・パークの英国側の暗号解読班は、暗号鍵を使用した更なる安全策を見つけ出し、簡単に「厄介値」（"nuisance value"）と呼んでいた。U-570の乗組員は実際に搭載していたエニグマ暗号機と暗号表を破棄していたが、ドイツ側はそれ以前にU-110に搭載されていた機密資料を英海軍が入手済みであることを知らなかった。これにより英国は1941年6月以来、ドイツ海軍の暗号を解読し続けていた。英国の暗号解読は大きな妨げを受けることなく1942年2月まで続いたが、この時期に新しいドイツ海軍のエニグマ暗号機が導入されると10カ月間も暗号を解読できない期間 - いわゆる「シャーク・ブラックアウト」（"Shark Blackout"） - が発生した。
数カ月を経て、ドイツ側はいまだにU-570の暗号表の行方を解き明かそうと探っていた。私信の中の普通の文章中に暗号を潜ませる方法で捕虜となっているUボートのエース艦長オットー・クレッチマーにこの件について報告するように命令が出されたが、最高司令部と戦争捕虜の間のこの通信手段が連合国側に発見されていることにドイツ側は気付いていなかった。
ラームロウとは別々に、捕虜となった将校はカンブリアのグリズデール・ホール（Grizedale Hall）にある将校用の捕虜収容所へ連れて行かれた。そこでラームロウ（不在）と先任士官のベルンハルト・ベルント（Berhnard Berndt）は、オットー・クレッチマーを含む他のドイツ人捕虜により招集された「名誉法廷」（"Court of Honour"）において「臆病による有罪」（"guilty of cowardice"）を宣告された。10月18/19日の夜にベルントは収容所を脱走したが、直ぐにホーム・ガードの分遣隊に逮捕され、更に逃亡しようとしたところを射殺された。
幾つかの資料によるとベルントは、バローのドックに存在するU-570 - 僅か22マイル (35 km)しか離れていない - の元まで行き、何とかして艦を破壊することにより汚名を返上するという確固たる動機を持って収容所を脱走したとされる。別の資料では、ベルントが反ナチス思想の持ち主や英国側に協力的な人物を罰する残忍な体制を敷いていた上級のドイツ人捕虜の一団から脱走を強要されてこれから逃れるためだけに脱走したのであり、ホーム・ガードが自分をグリズデール・ホールに連れ戻そうとしていることに気付いた時に再度逃走を図り、ホーム・ガードはベルントが警告射撃を無視した後で彼を射殺したとしている。英国側は、それ以上の同種の事件を避けるためにラームロウをドイツ陸軍と空軍の捕虜を収容している収容所へ入れた。

## 英海軍での就役
U-570の処遇は当初はっきりとはしていなかった。ウィンストン・チャーチルは、プロパガンダ効果に加え、当時は中立国であった米国を大西洋の戦いへ引き込むという狙いから、U-570を修理のために米国側へ引き渡すことに乗り気であった。米国側は入手を切望したが英海軍はこれを拒否、U-570は1941年9月19日にペナント・ナンバー N46を与えられて「HMS グラフ」として英海軍に就役した。この艦はGerman（ドイツの）を示す'G'で始まる艦名を与えられており、つまりGraph（グラフ）という艦名は捕獲艦を示していた。グラフという艦名は、この艦で実施された広範囲な試験（それ故に多数の「"Graphs"：図表」が描かれた）にも因んで選ばれていたが、ドイツ語で「伯爵」を意味する「Graf（グラフ）」の意味も持たされていた。

### 試験
洋上運用が可能になるとグラフの航行及び潜航特性をあらゆる見地から測るための綿密な試験が実施された。安全潜水深度は230メートル (750 ft)であることが判明し、これは英国側がこの種の艦に想定していた値よりも遥かに深いものであり、同時に最大設定深度が170メートル (560 ft)の英海軍の爆雷の到達深度よりもドイツ艦は深く潜水できるということであった。この結果を反映して直ぐに爆雷は改良された。音響特性と磁気特性は、英海軍の別の研究機関で測定され、この艦を基にした模型が、爆雷の効果を試験するためと思われる海中爆発の実験で使用された。
連合国側の技術専門家は、この艦の設計と建造に関して賞賛すべき点が多々あることを発見した。グラフの補機類はゴム製マウント上に据え付けられており、艦体への音の伝達を低減することで艦の隠密性を向上させていた。建造品質は素晴らしいものであった。水中の音響装置は複雑に配された水中聴音機（hydrophone）であり、英国の同種の装置よりもかなり優れた性能で、設計上の特徴の幾つかは英国と米国の潜水艦でも模倣するように薦められた。この艦に対する主な批判は貧弱かつ狭苦しい乗組員の居住性に関するもので、これは長い航海において乗組員の士気を低下させる要因になった。
高度な秘密とされた計画は、グラフを元にしたUボートVII型潜水艦の司令区画、士官室、通信室の実物大モックアップ3棟の製作であった。これらは特別な水兵の一団の訓練用に使用され、この水兵により損傷して海面に浮上してきたUボートへ乗り込む拿捕部隊を編成する予定であった。これらの水兵はUボート乗組員が行うであろう如何なる自沈の試みにも対抗できるようにバラストタンクの操作方法を訓練され、暗号機器や機密書類を素早く探し出せるように艦内配置を教え込まれた。

### 実戦任務
1942年10月21日にオルティガル岬（Cape Ortegal）の南南東約50海里 (90 km)のビスケー湾でグラフは、U-333を攻撃した。4発の魚雷を発射したが、全弾が外れた。1942年12月にはバレンツ海海戦後に（Altenfjord）からの帰路にあるドイツの巡洋艦「アドミラル・ヒッパー」を発見したが、ヒッパーは攻撃を仕掛けられないほど高速で航行していた。その3時間後にグラフは補助艦艇を曳航しているドイツの駆逐艦を発見し攻撃したが、魚雷は外れた。

### 退役
補修部品の不足による整備状況の悪化という不具合によりグラフは予備役に回され、1944年2月に実戦任務から退役させられた。3月24日に廃棄のために「アレジアンス（HMS  Allegiance ）」に曳航されてアバディーンからクライド川へ曳航され、スコットランドのアイラ島西海岸のカウルポイント（Coul Point）付近北緯55度48分06秒 西経6度28分30秒 / 北緯55.80167度 西経6.47500度で海没処分にされた。1947年に一部が引き揚げられてスクラップとされ、1966年に引き揚げ潜水士のキース・ジェソップ（Keith Jessop）が幾らかの残骸を回収したが、引き揚げ権に関して裁判沙汰になったため作業は中止された。1970年にはグラフの残骸は引き潮時にサリゴ海岸（Saligo beach）近くの岩礁の上で艦橋の耐圧殻と潜望鏡をはっきりと見ることができた（外殻や手摺り、等々は全て多年に渡る大西洋の嵐で既に流されてしまっていた）。現在、残骸の残りは、約5メートル (20 ft)の水深に横たわっている。
イギリス空軍博物館に所蔵の海軍旗と同様に、タイプライターを含む潜水艦から持ち出された遺物がブレッチリー・パークの博物館に所蔵されている。

## 登場作品
- en:Douglas_Reeman ダグラス・リーマン、高永洋子訳、His Majesty's U-Boat (also named Go in and Sink!)『国王陛下のUボート』、早川書房、1985年、ISBN 4-15-040396-1